# Mirosława Nyckowska
Mirosława Nyckowska (ur. 14 kwietnia 1954) – polska aktorka teatralna i dubbingowa, także występująca przed kamerą. W 1977 roku ukończyła studia na PWST w Warszawie.

## Filmografia
- 2008: Pitbull – kobieta w tłumie (odc. 19)
- 2007: Dwie strony medalu – właścicielka perfumerii
- 2004–2006: Pensjonat pod Różą –
  - Romana Lichoń,
  - właścicielka pomieszczeń wynajmowanych przez Jasia Górę na antykwariat (odc. 9)
- 2003–2004: Rodzinka – Grażyna, pomoc dentystyczna Jurka
- 2003–2005: Czego się boją faceci, czyli seks w mniejszym mieście – pani Zofia, urzędniczka USC
- 2002–2008: Samo życie – Bożena Puchalska, gosposia w domu Marty Ignis i rodziny Majewskich
- 2000: M jak miłość – klientka wypożyczalni Zduńskich
- 2000: Plebania –
  - pani Ruta, parafianka z Honiatycz,
  - sklepowa Jola,
  - kierowniczka Domu Spokojnej Starości w Starej Wiośnie
- 2000: 13 posterunek
- 1999–2008: Na dobre i na złe – pracownica ośrodka zdrowia w Łukowie
- 1997: Klan –
  - Sobieska, klientka apteki Lubiczów, znajoma Elżbiety Chojnickiej
- 1987: Weryfikacja
- 1986: Tulipan
- 1985: Kim jest ten człowiek – sąsiadka

## Polski dubbing
- 2022: Tweety Królem – Król Kanarek Tweety
- 2010: Victoria znaczy zwycięstwo – babcia
- 2010: Superszpiedzy
- 2009: Fanboy i Chum Chum – mama Oza
- 2008: Dzielny Despero
- 2007: Co gryzie Jimmy’ego? – Edna (odc. 19)
- 2007: Miejskie szkodniki – Mamuśka (odc. 15)
- 2003: Mój brat niedźwiedź –
  - Stara Niedźwiedzica,
  - Gęś 1,
  - Plemię,
  - Dziewczyna 1,
  - Wdowa
- 2002–2008: Cyberłowcy
- 1999–2001: Batman przyszłości
- 1999: Animaniacy: Życzenie Wakko – Slappy
- 1998: Szalony Jack, pirat –
  - Jedna z trzech wiedźm (odc. 1),
  - Dziewica ze snów Jacka (odc. 2),
  - Kelnerka (odc. 3)
- 1997: Księżniczka Sissi
- 1996–1997: Incredible Hulk – Olbrzymka (odc. 8, 15, 18)
- 1995: Dragon Ball Z: Fuzja
- 1993–1998: Animaniacy – Slappy
- 1992–1997: X-Men –
  - Lorna Dane (odc. 35, 64),
  - Emma Frost (odc. 38–39),
  - Amelia Voght,
  - Psylocke (odc. 51–53)
- 1990–1994: Przygody Animków
- 1990–1993: Zwariowane melodie –
  - Tweety (początkowe odcinki),
  - Babcia (początkowe odcinki)
- 1985: 13 demonów Scooby Doo
- 1983–1986: Inspektor Gadżet
- 1983–1985: Malusińscy
- 1972: Pinokio
- 1960–1966: Flintstonowie